# Marcel Lelong
Pour les articles homonymes, voir Lelong.
Marcel Lelong, né le 10 janvier 1892 à Aubigny-aux-Kaisnes en Picardie et mort le 31 août 1973 à Ronquerolles (Val-d'Oise), est un pédiatre français. 
Reconnu comme ayant largement contribué au XXe siècle à l'essor de la pédiatrie contemporaine, la chaire de puériculture est créée pour lui en 1946 à la Faculté de médecine de Paris.
Parmi ses publications un traité de pédiatrie avec Robert Debré ayant fait autorité et un Que sais-je ? sur la puériculture. Ses travaux scientifiques ont notamment permis de démontrer que la tuberculose n'était pas héréditaire et que la vaccination par le BCG était efficace sur le nourrisson. À partir des années 1940 à l'École de puériculture de Paris, il crée un centre pilote de soins aux prématurés, qui servit de modèle en France et à l'étranger. Il transforme l'ancien Hospice des Enfants-Assistés, à Paris (14ème), en un hôpital moderne qu'il nomme Hôpital Saint-Vincent-de-Paul. 
Il reçoit en 1944 la médaille d'or de l'Académie nationale de médecine et, dans les années 1960, la médaille d'or de l'Académie finlandaise en médecine. Il est membre de l'Académie nationale de médecine de 1960 à sa mort et commandeur de la Légion d'honneur ainsi que décoré de la Croix de guerre 1914-1918. 

## Biographie

### Enfance et études
Boursier de l'enseignement secondaire, il étudie au lycée de Saint-Quentin. Il commence sa médecine à Lille en 1911, puis la poursuit à Paris. En août 1914, la guerre interrompt ses études.

### Guerre et captivité
Médecin auxiliaire de bataillon, il participe en première ligne à la bataille de Verdun. Il est fait prisonnier avec ses blessés. II est envoyé en camp en Allemagne, puis déporté en camp de représailles.

### Carrière médicale
Il termine ses études de médecine après sa démobilisation. Interne en 1920, il a notamment pour maîtres Léon Bernard et Robert Debré, auxquels il s'attache et qui orientent sa carrière vers la tuberculose et la pédiatrie.
Médecin des hôpitaux de Paris en 1930, il devient professeur agrégé en 1936, directeur de l'École de puériculture de Paris en 1943, professeur de puériculture en 1946 et membre de l'Académie nationale de médecine en 1960,.
Il accomplit l'essentiel de sa carrière à l'Hospice des Enfants-Assistés dans le 14e arrondissement de Paris, qu'il transforme en un hôpital moderne et qu'il renomme « hôpital Saint-Vincent-de-Paul »,.

## Œuvre scientifique
L'œuvre scientifique de Marcel Lelong porte sur trois domaines : la tuberculose et les maladies infectieuses, la médecine du premier âge et la pédiatrie sociale.

### Tuberculose et maladies infectieuses
Il démontre par ses travaux sur le nourrisson issu de parents tuberculeux que la tuberculose humaine ne se transmet pas par hérédité mais par contagion,.
Il fournit la démonstration scientifique de l'efficacité et de l'innocuité de la vaccination du nourrisson par le BCG,
Il dépiste la première observation française de toxoplasmose, de périartérite noueuse et d'herpès généralisé du nouveau-né,.

### Médecine du premier âge
Il se voue à partir de 1947 à l'étude et à la solution des multiples problèmes posés par la prématurité.
Il participe à la création de la profession de puéricultrice via le diplôme d'État de puéricultrice créé en 1947, en soulevant le besoin auprès du ministère de la Santé.
Il définit les règles devant présider à la bonne organisation d'un centre pour prématurés, passant notamment par un accouchement selon des règles spéciales et le transfert rapide dans un centre spécialisé assurant la surveillance, les soins préventifs et l'alimentation du prématuré, et auquel il convient d'adjoindre un lactarium,.
Il met en place une telle organisation dans les locaux de l'École de puériculture qu'il dirige. Il en fait un centre pilote agréé par l'Organisation mondiale de la santé, au sein duquel pédiatres et puériculteurs de tous pays viennent se former et se perfectionner,.
Ses études les plus remarquables sur le nourrisson sont consacrées aux pathologies digestives.

### Pédiatrie sociale
Il consacre une bonne partie de son activité à l'enseignement et l'action sociale en faveur de l'enfance défavorisée.
Il participe à partir de 1923 à l'œuvre du Placement familial des Tout-Petits, dont il devient secrétaire général puis président,.
Il participe à de nombreuses autres œuvres ou commissions officielles dans le domaine de l'enfance délaissée, : membre de la Section de l'Enfance du Conseil permanent d'Hygiène sociale, membre ou président de diverses commissions d'hygiène sociale du département de la Seine, médecin consultant régional de pédiatrie pour Paris, membre du groupe de l'Organisation mondiale de la santé pour l'enfance et la prématurité, président fondateur de l'Association des Crèches et Pouponnières pour Enfants d'Étudiants, président de l'Association française de lutte contre la Mucoviscidose, etc.

## Décorations et distinctions
Au cours de sa vie, il reçoit plusieurs décorations et distinctions :
- Commandeur de la Légion d'honneur
- Croix de guerre 1914-1918, 3 citations[2]
- Commandeur de l'ordre de la Santé publique
  - officier le 13 août 1955[7]
- Médaille d'or de l'Académie nationale de médecine (1944)
- Médaille Arvo Ylppö (1962)[8]
- Médaille d'or de l'Académie finlandaise (1966)
- Membre honoraire de la Royal Society of Medicine
- Membre des sociétés de pédiatrie canadienne, suisse, portugaise, hellénique et turque.

Un bâtiment de l'ancien hôpital Saint Vincent de Paul à Paris porte son nom,.

## Publications
Il publie divers ouvrages dans le domaine de la médecine :
- L'enfant issu de parents tuberculeux : Étude critique de l'hérédité tuberculeuse (thèse de médecine) (1925)
- Traité de pédiatrie (avec Robert Debré), collection médico-chirurgicale à révision annuelle, aux éditions Flammarion (1952, 1957)[3]
- La puériculture, coll. « Que sais-je ? » aux Presses universitaires de France (1957, 1960, 1966, 1971)